# Josef Schrammel

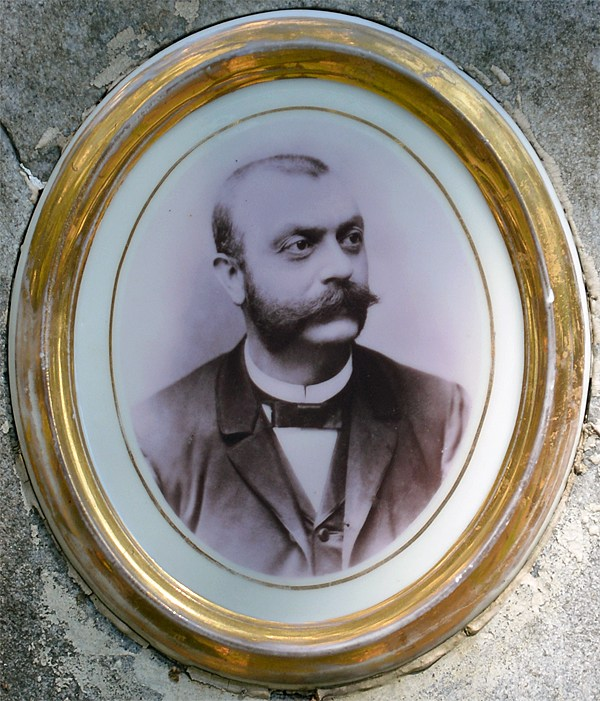
Josef Schrammel, Medaillon an seinem Grabstein

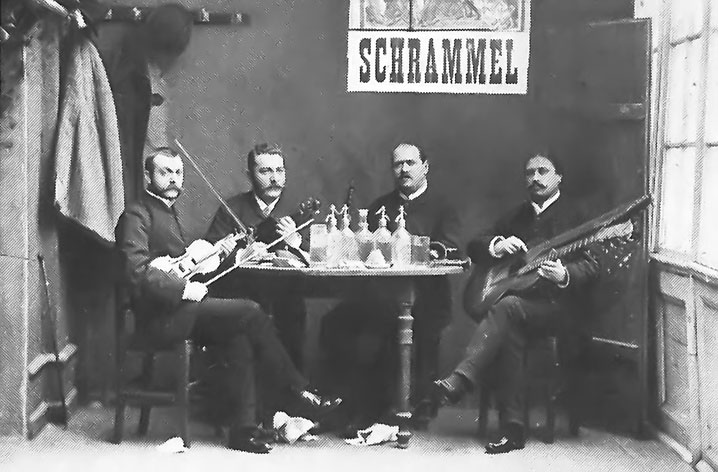
Das Schrammelquartett um 1890

Josef Schrammel (* 3. März 1852 in Ottakring, heute Wien; † 24. November 1895 in Wien-Hernals) war ein österreichischer Komponist und Musiker.

## Leben
Josef Schrammel, geboren in der Friedrich-Kaiser-Gasse 11 (damals Ottakring 226), war ein unehelicher Sohn des Klarinettisten Kaspar Schrammel und dessen späterer Ehefrau Aloisia Ernst. Der Vater erkannte sehr früh die musikalische Begabung seiner Söhne Johann und Josef und schickte sie trotz finanzieller Entbehrungen auf das  Konservatorium der Gesellschaft der Musikfreunde in Wien, wo sie u. a. bei Joseph Hellmesberger senior Violinunterricht erhielten.
Josef Schrammel bereiste als Geiger den Orient. 1878 gründete Josef zusammen mit seinem Bruder und dem Gitarristen Draskovits ein Trio; im Jahr darauf wurde Draskovits durch den Gitarristen Anton Strohmayer ersetzt. In weiterer Folge entstand durch das Hinzukommen des Klarinettisten Georg Dänzer das berühmte Schrammel-Quartett.
Als Komponist war Josef Schrammel weniger erfolgreich als sein Bruder Johann.
Nur zwei Jahre nach seinem Bruder starb Josef Schrammel 1895 im selben Lebensalter von 43 Jahren wie sein Bruder, im selben Wohnhaus (Rötzergasse 13 in Wien-Hernals) und an derselben Todesursache (Nierenentzündung). Sein ehrenhalber gewidmetes Grab befindet sich auf dem Hernalser Friedhof in Wien (Gruppe 1, Nummer 31).
Filmisch wurde sein Leben 1944 in Schrammeln dargestellt.

## Literatur

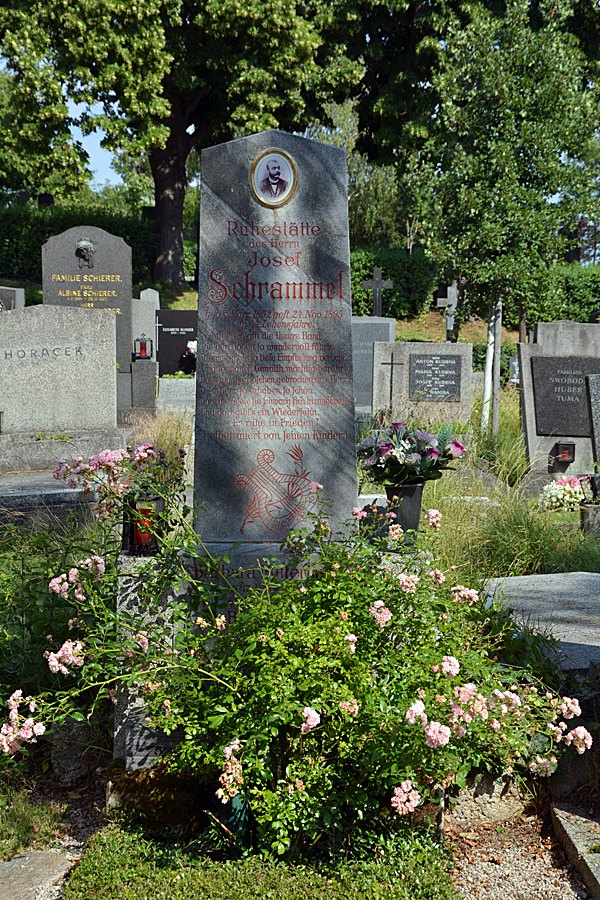
Grab von Josef Schrammel auf dem Hernalser Friedhof